# Liste der Naturdenkmale in Gnarrenburg
Die Liste der Naturdenkmale in Gnarrenburg nennt die Naturdenkmale in Gnarrenburg im Landkreis Rotenburg (Wümme) in Niedersachsen. 

## Naturdenkmale
Seit dem 1. März 2022 sind in Gnarrenburg diese Naturdenkmale verordnet.
| Bild | Bezeichnung                            | Ort, Lage                                    | Beschreibung | Schutzzweck | Nummer |
| ---- | -------------------------------------- | -------------------------------------------- | --- | ----------- | ------ |
| BW   | Sommer-Linden-Allee bei Brillit        | Brillit (53° 24′ 54,6″ N, 8° 59′ 8,2″ O)     | Herausragende, etwa 410 m lange Allee aus Sommer-Linden, die wie durch einen Tunnel nach Brillit hinein führt. Die Allee ist aufgrund ihrer säulen- bzw. tunnelartigen Gestalt sowie des relativ dichten Baumbestandes und der sich daraus ergebenden Schönheit schützenswert. Außerdem haben Linden eine besondere Bedeutung für die Naturkunde (Lindenbäume dienen hervorragend als Bienenweiden). Die Allee befindet sich an der K 104, sie beginnt an der Abfahrt von der B 74 und endet am Ortseingang. |             | 002    |
| BW   | Findlinge bei Brillit                  | Brillit (53° 25′ 30,7″ N, 9° 0′ 15,1″ O)     | Granit- und Gneisblöcke auf dem Berg im Franzhorn, sie gehören zu den größten Eiszeitgeschieben in der Gegend. Drei Findlinge ragen aus dem Boden raus, zwei weitere liegen im Boden und sind kaum sichtbar. |             | 20     |
| BW   | Zwei Findlinge bei Brillit             | Brillit (53° 24′ 37,8″ N, 9° 0′ 21,2″ O)     | Zwei stark mit Moos bewachsene Granitblöcke mit einem maximalen Durchmesser von etwa 3,50 m und 3 m, in 15 m Entfernung zueinander. |             | 21     |
| BW   | Großer Findling bei Kuhstedt           | Kuhstedt (53° 24′ 29,9″ N, 8° 57′ 10,1″ O)   | Granit mit einem maximalen Durchmesser von etwa 5,50 m, größtes eiszeitliches Geschiebe der Gegend. |             | 26     |
| BW   | Imposante Solitärbuche bei Brillit     | Brillit (53° 25′ 12″ N, 9° 1′ 37,2″ O)       | Die Rot-Buche gabelt sich in wenigen Metern Höhe in mehrere Stämmlinge. |             | 46     |
| BW   | Asymmetrische Rot-Buche in Gnarrenburg | Gnarrenburg (53° 22′ 48,6″ N, 9° 0′ 11,6″ O) | Vielstämmige Rot-Buche mit oberirdischen Wurzelausläufern. |             | 62     |

## Hinweis
Im Jahr 2019 wurden die Verordnungen über zahlreiche Naturdenkmale im Landkreis aufgehoben.